# 메리앤 트럼프 배리
메리앤 트럼프 배리(Maryanne Trump Barry, 1937년 4월 5일 ~ 2023년 11월 13일)는 미국 변호사이자 미국 연방법관이었다. 1974년 미국 검사 보좌관이 되었고, 1983년 로널드 레이건 대통령에 의해 미국 뉴저지 지방 법원에 처음으로 임명되었다. 1999년에 대통령 빌 클린턴에 의해 미국 제3 순회 항소 법원에 임명되었다.
2006년 1월 배리는 미국 상원 법사위원회에서 자신의 동료인 새뮤얼 알리토를 미국 대법원에 지명하는 것을 지지하는 증언을 했다. 그녀는 2011년 6월 고위직에 올랐고, 조세 및 금융 거래 사기에 가담해 사법부 위법 행위를 저질렀다는 혐의로 조사가 시작된 후 2019년 2월 은퇴를 선언했다.
배리는 도널드 트럼프 전 대통령의 누나였다.